# Otlile Mabuse

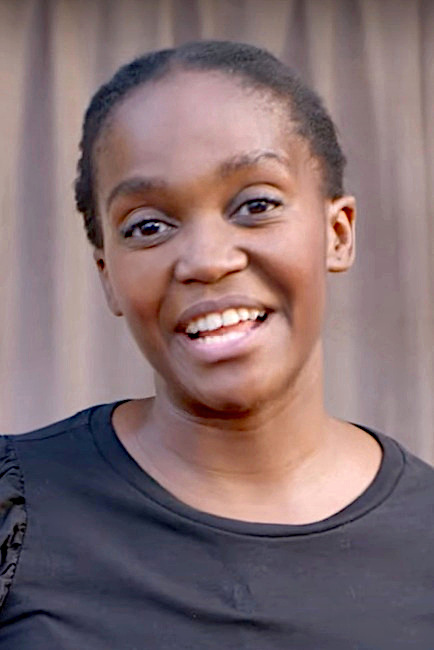
Oti Mabuse im Jahr 2025

Otlile „Oti“ Mabuse (* 8. August 1990 in Pretoria, Südafrika) ist eine südafrikanische Tänzerin und Tanzsporttrainerin.

## Leben und Karriere
Mabuse wuchs in Südafrika auf und studierte dort Bauingenieurwesen.
Sie begann im Alter von vier Jahren mit dem Tanzen und bestritt in diesem Alter auch ihr erstes Tanzturnier. Mabuse tanzte seit Dezember 2012 mit dem rumänischen Tanzsportler Marius Iepure, mit dem sie auch verheiratet ist. Das Paar trat für den TSC Rot-Gold-Casino Nürnberg an, zunächst in der Hauptgruppe S-Latein. Im Sommer 2014 wechselte das Paar in die Professional Division des Deutschen Tanzsportverbandes. Im März 2017 gab das Paar das Ende seiner gemeinsamen tanzsportlichen Karriere bekannt, nachdem Mabuse aufgrund von Verpflichtungen in Großbritannien im Zusammenhang mit Strictly Come Dancing, der britischen Version von Let’s Dance, das Trainingspensum nicht aufrechterhalten konnte.

## Let’s Dance
2015 nahm sie an der RTL-Tanzshow Let’s Dance teil. Mit dem Sänger Daniel Küblböck erreichte sie Platz 6. Im selben Jahr war Mabuse mit dem Boxer Anthony Ogogo Teilnehmerin der 13. Staffel von Strictly Come Dancing und schied nach der zweiten Runde aus. 2016 tanzte sie bei Let’s Dance zwei Runden mit dem Moderator Niels Ruf und belegte mit dem Schauspieler Danny Mac bei Strictly Come Dancing den zweiten Platz. Anfang 2017 nahm sie wiederum mit Danny Mac an der The Live Tour! 2017 von Strictly Come Dancing teil und gewann diese. Später im Jahr, in der 15. Staffel der Sendung, war ihr Tanzpartner der Versehrtenläufer Jonnie Peacock, mit dem sie den achten Platz belegte. Ein Jahr danach kam sie mit dem Cricketspieler Graeme Swann auf den siebten Platz.
| Staffel (Jahr) | Tanzpartner     | Platzierung |
| -------------- | --------------- | ----------- |
| 8 (2015)       | Daniel Küblböck | 06.         |
| 9 (2016)       | Niels Ruf       | 13.         |

## Familie
Otlile Mabuse ist die Tochter einer Lehrerin und eines Anwalts und die jüngste von drei Schwestern. Sie ist die Schwester der südafrikanischen Tänzerin, Tanztrainerin und Wertungsrichterin für Standard- und lateinamerikanische Tänze Motsi Mabuse, die als Jurorin sowohl bei Let’s Dance als auch bei der britischen Version Strictly Come Dancing teilnimmt.

## Erfolge
- Südafrikanische Meisterin, 2002–2009
- Contemporary-Meisterin, Südafrika, 2012
- Bayerische Landesmeisterin in den lateinamerikanischen Tänzen, 2014
- 3. Platz World Showdance Latin, 2014[11]
- 2. Platz GOC PD Rising Stars Latein, German Open Championships, 2014[12]
- 3. Platz Weltmeisterschaft Kür Latein, 2014[13]
- 2. Platz Europameisterschaft Kür Latein, 2014[14]
- 2. Platz Deutsche Meisterschaft PD Latein, 2014
- 1. Platz Deutsche Meisterschaft PD Kür Latein[15]